# Note (parfumerie)
Pour les articles homonymes, voir Note.
Les notes olfactives en parfumerie sont descriptives des arômes qui peuvent se sentir à l'application ou l'aspersion d'un parfum. Ces notes se créent avec la connaissance du processus d'évaporation et selon l'utilisation prévue d'un parfum.
Classiquement, un parfum se décrit par des notes olfactives qui se classent en trois groupes : 
- note de tête, qui sont liées à la première impression olfactive, elles sont les plus volatiles ;
- note de cœur, qui constituent le cœur du parfum et persistent pendant plusieurs heures ;
- note de fond, qui persistent longtemps après que le parfum a été vaporisé et peuvent rester imprégnées des mois sur un vêtement.

Dans un parfum, la présence ou non d'une note d'un groupe peut altérer la perception olfactive d'une autre note. Par exemple, les senteurs des notes de tête et notes de cœur sont influencées par les notes de fond. Inversement, l'odeur des notes de fond sont modifiées par certains composants de fragrances utilisées en tant que notes de cœur. Ensemble, les notes de fond et les notes de cœur sont le thème principal d'un parfum.
| Au nez : semi-ambré fleuri.                                     |
| --------------------------------------------------------------- |
| note de tête : bergamote, vert.                                 |
| note de cœur : jasmin, rose, fleur d’oranger, pêche.            |
| note de fond : frangipanier, vanille, baumes, Opopanax, santal. |

Pyramide des fragrances.

L'idée de « note » s'utilise principalement pour la commercialisation des fragrances fines dites de luxe. Les parfumeurs utilisent quelquefois ce terme pour décrire approximativement les effluves, ou pour le processus de parfumerie, ou pour des raisons de réglementation.
Les parfumeurs qui ont publié des notes de parfum le font typiquement avec les composants de la fragrance présentée comme une « pyramide » utilisant des termes imaginatifs et abstraits pour établir leur liste de ces composants.